# Pierantonio Tremolada
Pierantonio Tremolada (Lissone, 4 oktober 1956) is een Italiaans geestelijke en bisschop van de Rooms-Katholieke Kerk. 
Tremolada werd op 13 juni 1981 priester gewijd door kardinaal Carlo Maria Martini. 
Paus Benedictus XVI benoemde Tremolada in 2014 tot titulair bisschop van Massita en tot hulpbisschop van Milaan. Hij werd bisschop gewijd door de Milaneese aartsbisschop Carlo Maria Martini. Als bisschoppelijke wapenspreuk koos hij Haurietis de fontibus salutis.
In 2017 benoemde paus Franciscus Tremolada tot bisschop van Brescia.
- Bibliothèque nationale de France: cb13741997j (data)
- Gemeinsame Normdatei: 1144395275
- International Standard Name Identifier: 0000 0000 8185 6038
- Library of Congress Control Number: no97055592
- Nationale Bibliotheek van Israël: 987007268902405171
- Nederlandse Thesaurus van Auteursnamen: 159273110
- Istituto Centrale per il Catalogo Unico: TO0V259689
- Système universitaire de documentation: 066897254
- Virtual International Authority File: 116670158
- WorldCat: E39PBJhdfjWxr48PMYdxRQdRKd